# Ezequiel Arana de Palacio
Ezequiel Arana de Palacio, más conocido como Ezequiel (nacido el 1 de mayo de 1986) es un futbolista español. Ezequiel juega en la posición de lateral izquierdo, en el equipo  La Roda CF
Se formó en las categorías inferiores del Cádiz CF. Actualmente forma parte del equipo de su ciudad de origen, el Racing Club Portuense, que milita en el grupo X de la Tercera división española.

## Clubes
| Club             | País              | Año       |
| ---------------- | ----------------- | --------- |
| Cádiz B          | Bandera de España | 2003-2004 |
| Cádiz CF         | Bandera de España | 2003-2004 |
| Cádiz B          | Bandera de España | 2004-2005 |
| Málaga B         | Bandera de España | 2005-2006 |
| Cádiz CF         | Bandera de España | 2006-2007 |
| Racing Portuense | Bandera de España | 2006-2007 |
| Real Jaén        | Bandera de España | 2007-2008 |
| Cádiz CF         | Bandera de España | 2008-2010 |
| Racing Portuense | Bandera de España | 2010-2011 |
| Atl. Sanluqueño  | Bandera de España | 2011-2012 |

- Datos: Q5853751